# Гривистый мангабей
Гривистый мангабей, или серощёкий мангобей, или серощёкий мангабей (лат. Lophocebus albigena) — вид обезьян семейства мартышковых отряда приматов, один из видов рода Бородатые мангобеи. Представители вида встречаются в лесах центральной Африки от Камеруна до Габона. Шерсть тёмная, густая. На плечах и шее со светлым или золотистым оттенком. Половой диморфизм выражен слабо, однако самцы немного крупнее самок.
Населяют различные типы лесов в центральной Африке. Встречаются в болотистых лесах, первичных и вторичных лесах. Древесные животные, редко спускающиеся на землю. В рационе преимущественно фрукты, особенно фиги, а также побеги растений, цветы и насекомые. Образуют группы от 5 до 30 особей. Каждую группу возглавляет доминантный самец. Молодые самцы покидают группу по достижению половой зрелости, самки же остаются в группе. Агрессия между различными группами крайне редка. Территория группы покрывает несколько квадратных километров леса и может пересекаться с территориями соседних групп.
Ранее выделяли три подвида серощёких бородатых мангобеев. В 2007 году Колин Грувз поднял их все до ранга вида, разделив при этом Lophocebus johnstoni на два вида.